# Innocenzo da Petralia

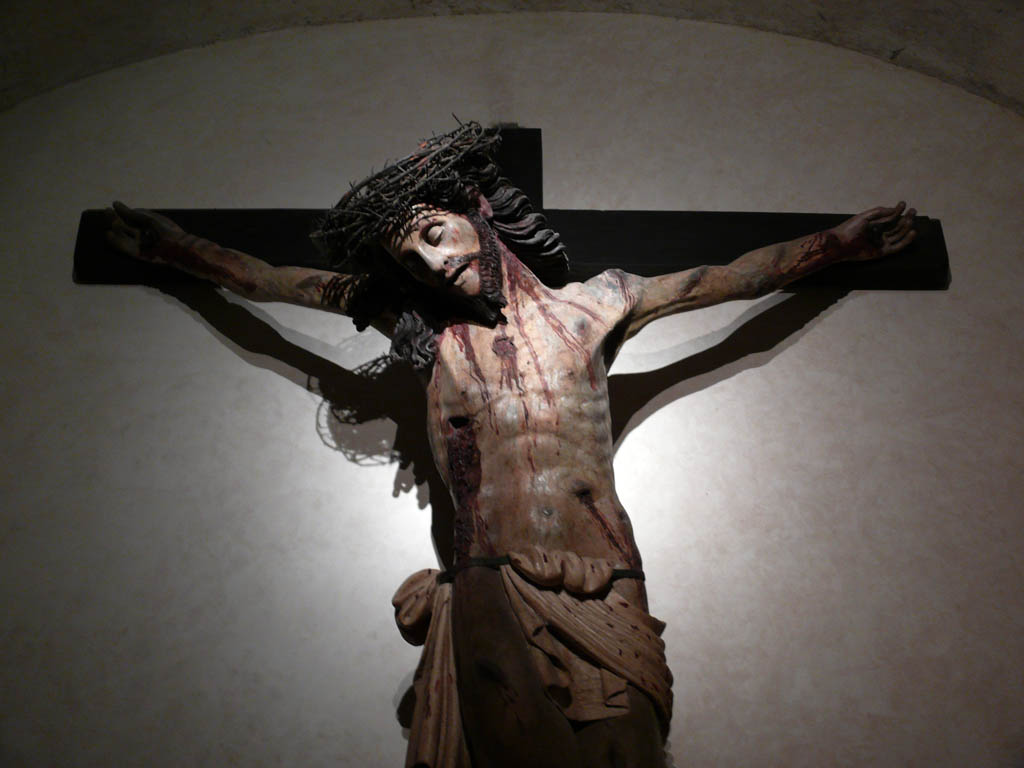
Crocefisso nella chiesa di San Damiano ad Assisi

Frate Innocenzo da Petralia (Petralia Sottana, ... – Palermo, 20 dicembre 1648) è stato uno scultore e religioso italiano.

## Biografia

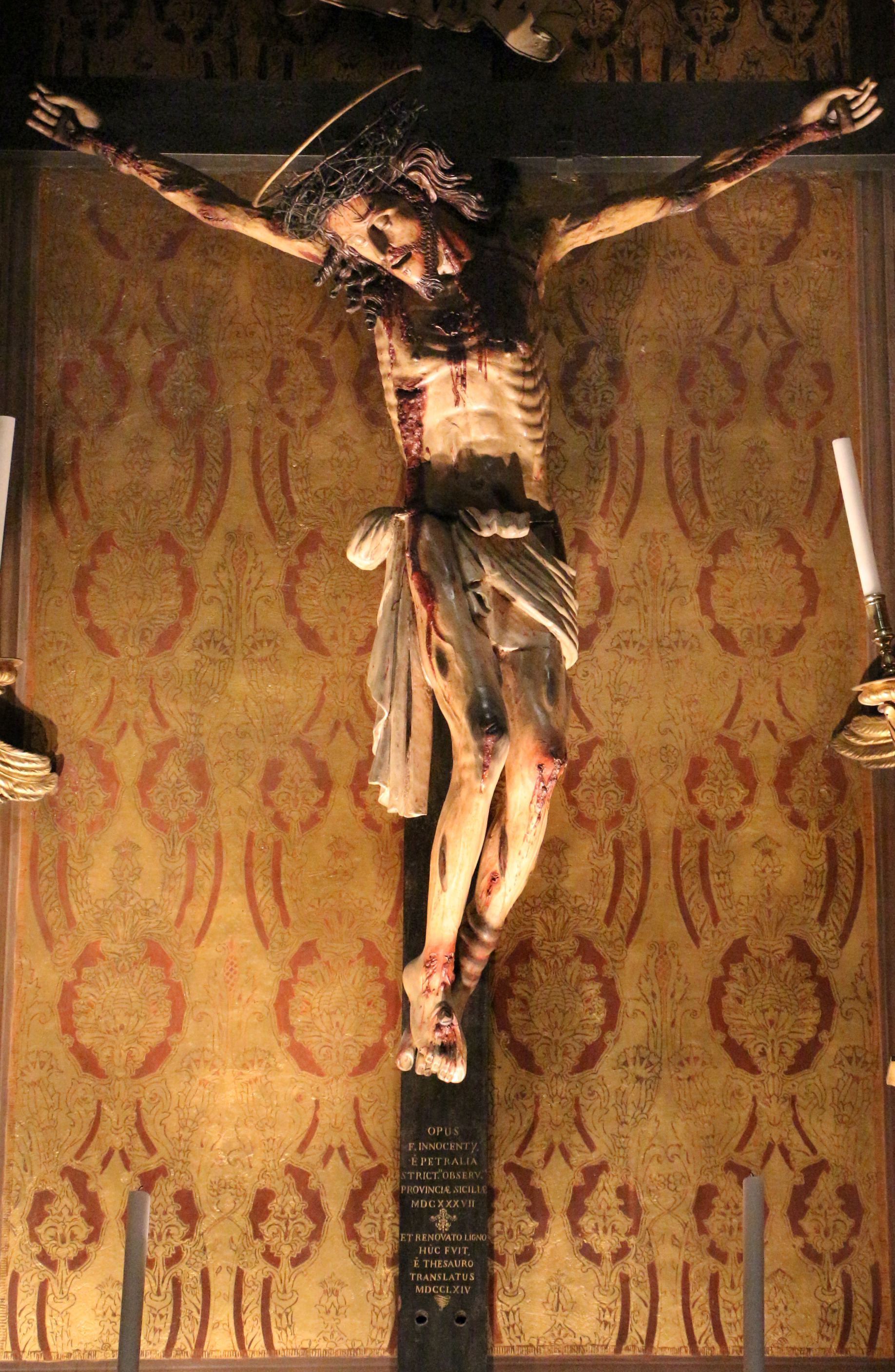
Crocifisso, basilica di Loreto.

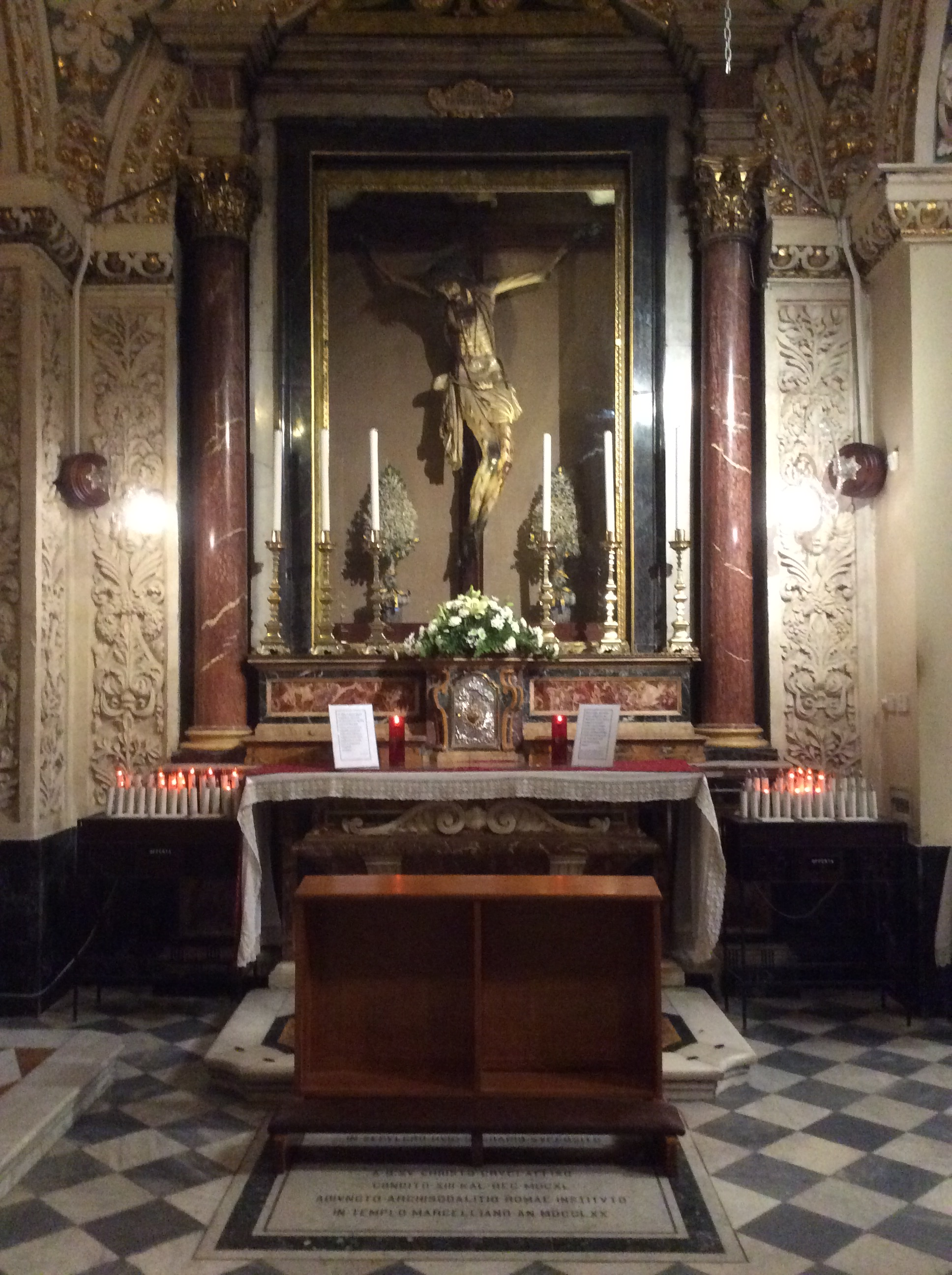
Crocifisso, chiesa di Santa Maria di Gesù, La Valletta.

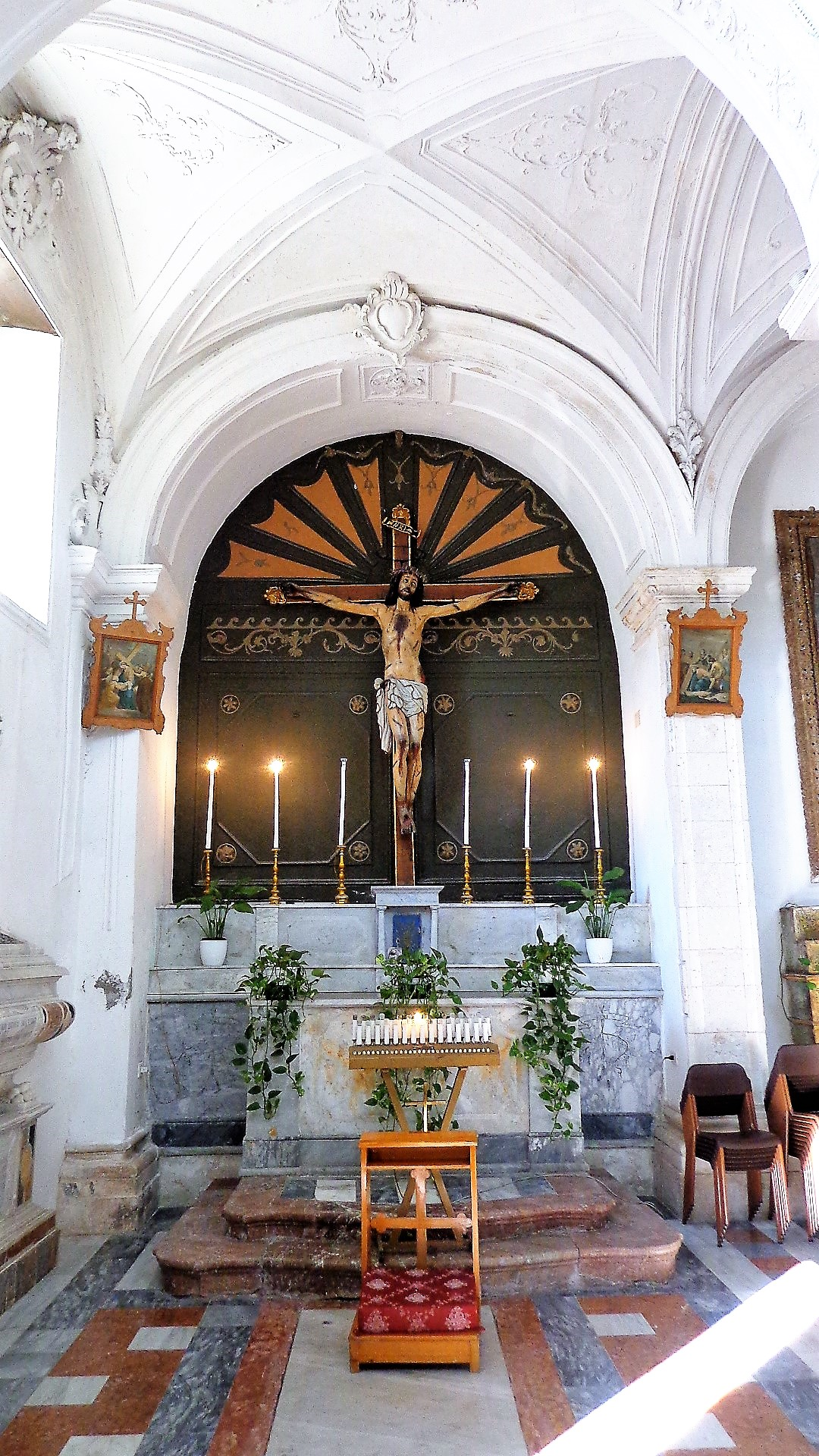
Crocifisso, chiesa di Nostra Signora del Santo Rosario, Milazzo.

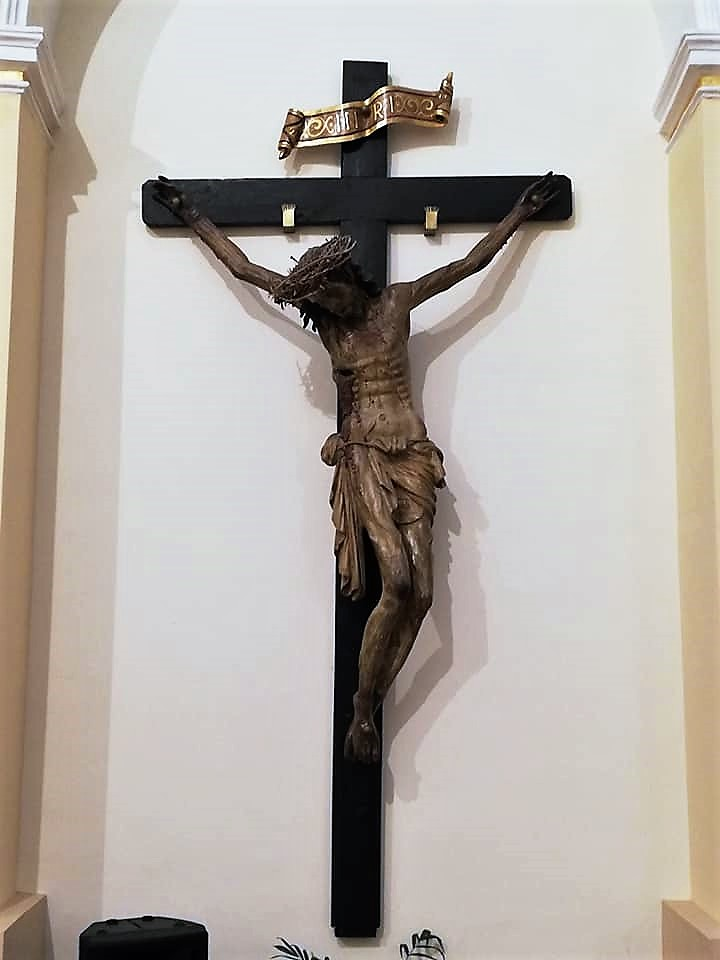
Crocifisso, chiesa del Carmine, Furnari.

Scarsissime le notizie sulla vita di fra' Innocenzo da Petralia, sul suo nome secolare e sul suo percorso formativo. Nato tra lafine del XVI secolo e i primi anni del XVII secolo, fu religioso appartenente all'ordine dei Frati Minori Osservanti e scultore di crocefissi lignei policromi come il conterraneo, confratello e contemporaneo fra' Umile da Petralia, la cui fama ha oscurato a lungo l'opera di Innocenzo.
In effetti nell'area delle Madonie, all'inizio del XVII secolo, era fiorente l'attività dell'intaglio del legno che produsse numerose manifestazioni artistiche di rilievo come la produzione della famiglia di scultori dei Li Volsi originari di Nicosia.
I rapporti artistici di fra' Umile e di fra' Innocenzo non sono al momento chiari, anche se secondo scritti di poco posteriori Innocenzo era allievo di Umile. Le attività artistiche dei due scultori sono riferibili ad un unico modello iconografico: l'immagine di Cristo crocefisso caratterizzata da grande drammaticità per l'enfasi data alle ferite, ai lividi ed al sangue, all'espressione del dolore. 
Un modello artistico che quindi deve intendersi sopraordinato all'opera dei due artisti e derivante dalle direttive culturali della Controriforma, dai temi iconografici prediletti dai francescani fin dal Medioevo, e soprattutto dalla cultura spagnoleggiante prevalente nella Sicilia seicentesca.
In definitiva, pur con differenze, esiste una continuità stilistica fra i due francescani, tra i quali dovette esistere un rapporto di comunanza artistica.
Innocenzo, al contrario di Umile, lasciò la Sicilia e operò a lungo, nel quarto decennio del secolo, prima a Roma, nel convento di San Francesco a Ripa, a partire dal 1637, poi per le varie committenze francescane e anche private dell'Italia centrale soprattutto nelle Marche ed in Umbria, in luoghi che probabilmente visitò.
Nel 1637, a Roma, scolpì un crocefisso proprio per la chiesa del convento francescano romano in cui risiedeva che venne rifiutato per l'eccessiva crudezza del realismo. L'opera di Innocenzo si distingue, infatti, per la resa particolarmente realistica delle ferite da cui sgorgano fiotti di sangue, accentuando il pathos complessivo dell'opera. Per tali caratteristiche, tra il 1637 e il 1639, il Sant’Uffizio trattò i casi di  otto crocifissi lignei scolpiti da fra' Innocenzo per chiese o conventi del suo ordine ad Assisi, Pesaro, Cagli e Roma. Per alcuni di essi fu ordinato che non si portassero in processione e  all'artista fu fatto precetto di astenersi dall’arte della scultura sotto pena della galera.
Nell'ultima parte della sua vita, ormai quasi inattivo,  probabilmente si recò a Malta e poi intorno al 1640, ritornò in Sicilia. A Palermo gli viene attribuito il completamento, mediante la stesura della coloritura, dell'ultimo crocefisso di fra' Umile nel convento di Sant'Antonio, rimasto incompleto per la morte del confratello avvenuta nel 1639.
Pochissime opere di Innocenzo si distaccano dal tema del crocefisso: l'Ecce Homo della chiesa madre di Furnari che ricalca anch'esso un modello di fra Umile,  e la Madonna col Bambino nella chiesa del Carmine di Sambuca (originariamente nel convento di sant'Antonio a Palermo).

## Crocifissi in Sicilia
- 1630, Crocifisso, scultura lignea commissionata dalla famiglia Ravidà, opera destinata alla chiesa madre di Santa Croce e temporaneamente custodita nella chiesa del Carmine di Furnari.
- 1634, Crocifisso, scultura lignea, custodito nella chiesa di Sant'Antonio da Padova di Termini Imerese.
- 1634-1635, Crocifisso, scultura lignea in tiglio o in pioppo, custodito nella chiesa di Santa Maria di Gesù di Mistretta
- 1638, Crocifisso, scultura lignea, opera custodita nel santuario di Castel Bilici di Petralia Sottana
- 1644, Crocifisso, scultura lignea, opera custodita nel convento di San Francesco di Sant'Angelo di Brolo
- 1644-1645, Crocifisso, scultura lignea, opera realizzata durante il lungo soggiorno e custodita nella chiesa di Nostra Signora del Rosario del convento dell'Ordine domenicano di Milazzo
- XVII secolo, Crocifisso, scultura lignea, opera custodita nella chiesa di Santa Maria di Gesù di Corleone
- XVII secolo, Crocifisso, scultura lignea, custodito nella chiesa di Santa Chiara delle Stimmate di Palermo
- XVII secolo, Crocifisso, scultura lignea, opera custodita nella chiesa di San Nicolò all'Albergheria di Palermo
- XVII secolo, Crocifisso, scultura lignea, attribuzione, opera custodita nella chiesa di San Castrense di Monreale[8]
- XVII secolo, Crocifisso, scultura lignea, opera custodita nella chiesa di Santa Maria delle Grazie di Burgio
- XVII secolo, Crocifisso, scultura lignea, attribuzione, opera custodita nell'ex chiesa di Sant'Anna e San Calogero di Modica
- XVII secolo, Crocifisso, scultura lignea, opera custodita nella chiesa di Sant'Antonio da Padova o chiesa del convento dei Francescani di Aci Catena
- XVII secolo, Crocifisso, scultura lignea, opera custodita nella Reale Abbazia di San Filippo di Agira
- XVII secolo, Crocifisso, scultura lignea, opera custodita nella chiesa del convento di Sant'Antonio a Trecastagni
- XVII secolo, Crocifisso, scultura lignea, custodito nella chiesa della Madonna delle Grazie di Augusta
- XVII secolo, Crocifisso, scultura lignea, opera custodita nella chiesa di Santa Maria di Gesù del convento dell'Ordine dei frati minori di Ispica
- XVII secolo, Crocifisso, scultura lignea, opera custodita nella chiesa di Santa Lucia al Sepolcro di Siracusa
- XVII secolo, Crocifisso, scultura lignea, opera custodita nell'Abbazia di Santa Flavia in Caltanissetta[9].

## Opere fuori dalla Sicilia
- 1637, Crocifisso, scultura lignea, opera custodita nella chiesa di Sant'Andrea a Cagli
- 1637, Crocifisso, scultura lignea, opera autografa custodita nella chiesa di San Girolamo di Gubbio
- 1637, Crocifisso, scultura lignea, opera custodita nella chiesa San Giovanni Battista di Pesaro. Relativamente a quest'opera il vicario episcopale inviò a Roma un disegno con il parere che "detti crucifissi non apportano devotione né spirito, ma solamente terrore e spavento […]"[6]
- 1637, Crocifisso, scultura lignea, opera custodita nella chiesa del Cuore Immacolato di Maria di Ascoli Piceno
- 1637, Crocifisso, scultura lignea, opera autografa custodita nel santuario della Santa Casa di Loreto
- XVII secolo, Crocifisso, scultura lignea originariamente destinata alla chiesa di San Francesco a Ripa a Roma, fu inviata invece dal ministro provinciale dell'ordine in una sede lontana e periferica e ora è custodita nella  chiesa di Santa Maria Maddalena di Porretta Terme[10]
- XVII secolo, Crocifisso, scultura lignea, opera custodita nella chiesa di Santa Caterina di Fabriano
- 1637, Crocifisso, scultura lignea, opera autografa custodita nella chiesa di San Damiano di Assisi
- XVII secolo, Crocifisso, scultura lignea, opera custodita nella chiesa del Santissimo Crocifisso di San Lorenzo in Campo
- XVII secolo, Crocifisso, scultura lignea, opera proveniente dalla cappella privata della rocca dei Malatesta di Gradara e poi donata alla chiesa di San Giovanni di Gradara[2]
- 1639, Crocifisso, scultura lignea destinata alla chiesa di Sant'Agata, opera custodita nella Cappella del Santissimo Crocifisso o Cappella delle Reliquie della cattedrale di San Paolo di Medina, Malta[11]
- 1648 ante, Crocifisso, scultura lignea, opera custodita nella chiesa di Santa Maria di Gesù del convento dell'Ordine dei frati minori osservanti di La Valletta, Malta[12]
- 1648 ante, Crocifisso, scultura lignea, opera custodita nella chiesa di Santa Maria delle Grazie di Senigallia[13]
- 1636 c., Crocifisso, scultura lignea, opera custodita nella chiesa di San Bernardino di Rimini

## Statuaria
- XVII secolo, Ecce Homo, statua lignea, opera custodita nel duomo dei Santi Apostoli Pietro e Paolo di Petralia Soprana
- XVII secolo, Immacolata, statua lignea, opera custodita nel duomo dei Santi Apostoli Pietro e Paolo di Petralia Soprana
- XVII secolo, Ecce Homo, scultura lignea, custodito nella chiesa di Sant'Antonio da Padova o chiesa del convento dei Francescani di Aci Catena
- 1630, Ecce Homo, statua lignea, opera custodita nella chiesa madre di Santa Croce di Furnari
- XVII secolo, Madonna con Bambino, statua lignea, opera custodita nella chiesa madre di Santa Caterina di Sambuca di Sicilia

## Altre opere
- 1635, Croce, scultura lignea, supporto per il Crocifisso di Umile da Petralia,[14] custodito nella chiesa di Santa Maria di Gesù di Collesano
- XVII secolo, Armadio, manufatto ligneo intarsiato, attribuzione d'opera commissionata per la chiesa di Sant'Anna del convento dell'Ordine dei frati minori riformati di Aidone.
- 1639, Completamento con coloritura del Crocifisso, scultura lignea realizzata da Umile da Petralia, opera custodita nella chiesa di Sant'Antonio di Padova di Palermo
- XVII secolo quarto decennio,  Madonna degli Angeli, statua lignea, opera custodita nella chiesa di Santa Maria di Gesù di Caltavuturo